# Adolphe Schneider
Pour les articles homonymes, voir Schneider.
 (juin 2019).
Si vous disposez d'ouvrages ou d'articles de référence ou si vous connaissez des sites web de qualité traitant du thème abordé ici, merci de compléter l'article en donnant les références utiles à sa vérifiabilité et en les liant à la section « Notes et références ».
Pour les autres membres de la famille, voir Famille Schneider.
François Antoine Adolphe Schneider, né à Nancy le 23 octobre 1802 et mort au Creusot le 3 août 1845, est un industriel et homme politique français.

## Biographie
Adolphe Schneider est le fils d’Antoine Schneider (1759-1828), notaire royal, maire de Dieuze, conseiller général et directeur unique de la Moselle, propriétaire du château de Bidestroff, et de Catherine Durand (1781-1858). Il est le frère ainé d’Eugène Schneider (1805-1875). En 1821, sur recommandation de son cousin germain, le général et ministre Virgile Schneider, Adolphe Schneider entre comme courtier à la banque Seillière, spécialisée dans le secteur du négoce et dirigée par François Alexandre Seillière. En 1830 cette banque se voit attribuer la logistique et l’approvisionnement en vivres et en fourrages, de l’expédition militaire d'Alger, mission qu’Adolphe Schneider et Aimé-Benoît Seillière mènent avec succès.  
Le 30 mai 1831, il épouse Valérie Aigan. Elle est la fille de l’académicien Étienne Aigan et de Tullie Claudine Françoise Montanier qui est remariée à Louis Boigues (Société Boigues & Cie), le principal propriétaire des forges de Fourchambault (Nièvre) financièrement soutenues par la banque Seillière. 
À partir de 1833, François-Alexandre Seillière qui monte le projet de rachat des forges du Creusot pense y associer Adolphe et son frère Eugène. La société Schneider frères et Cie sera créée en décembre 1836 avec deux cogérants : Adolphe Schneider, directeur financier et commercial et Eugène Schneider, directeur des usines.  
Il est élu maire du Creusot à partir de 1841 et conseiller général (canton de Couches et Montcenis) en 1842. Le 9 juillet 1842, il est élu député par le 5e collège de Saône-et-Loire (Autun), contre Jules Aymond de Montépin, député sortant et prend place dans la majorité ministérielle de François Guizot. 
Il est le père de trois enfants : Camille (1833-1893), Marie Tullie (1838-1877), mariée au général Charles-Alexandre Fay (sv) (1827-1903), et Paul (1841-1916), président des mines de Douchy, maire de Chanceaux-près-Loches et conseiller général d'Indre-et-Loire.
Le dimanche 3 août 1845, il fait une lourde chute de cheval et meurt dans la soirée. Il est inhumé à Paris au cimetière du Père-Lachaise (division 13). Peu après, son épouse et ses enfants quittent définitivement Le Creusot.

## Industriel
Le jeune frère d'Adolph, Eugène Schneider, a commencé à travailler comme employé de bureau à Reims, En 1827, le baron de Neuflize l'emploie comme directeur d'une forge près de Sedan, un poste qu'il a occupé pendant près de dix ans. En 1835, Schneider obtient un financement et acquiert les travaux du Creusot auprès de l'administration de l'État. Adolphe fait appel à Eugène pour diriger l'usine, tandis qu'il s'occupe des finances et des ventes.
En 1838, l'usine construit la première locomotive de chemin de fer française, et depuis lors, Le Creusot fournit la quasi-totalité des locomotives en France. À l'époque, l'usine employait environ 2 000 hommes. En 1842, l'inventeur François Bourdon conçoit et construit un marteau  à vapeur pour l'usine, l'un des premiers. Schneider se lance dans la politique en 1840,  lorsqu'il est élu au conseil municipal du Creusot. Le 29 mars 1841, il devient maire. Il devient membre de la Chambre des députés en 1842. 
Adolphe Schneider meurt le 3 août 1845 d'une chute de cheval. Son frère le remplace à la Chambre des députés.
 Il est enterré au cimetière du Père-Lachaise à Paris.

## Hommage
Au Creusot, un Monument à Adolphe Schneider, couramment appelé La colonne brisée, fut érigé sur les lieux mêmes de l'accident. Sur la première marche est scellée la pierre qui fut fatale à Adolphe Schneider. À la suite de l'ouverture de l'avenue de Verdun, le monument fut déplacé dans un square (entre l'école Charles-de-Gaulle et la rue du Grenouiller) près de sa place initiale.